# 團紀彥

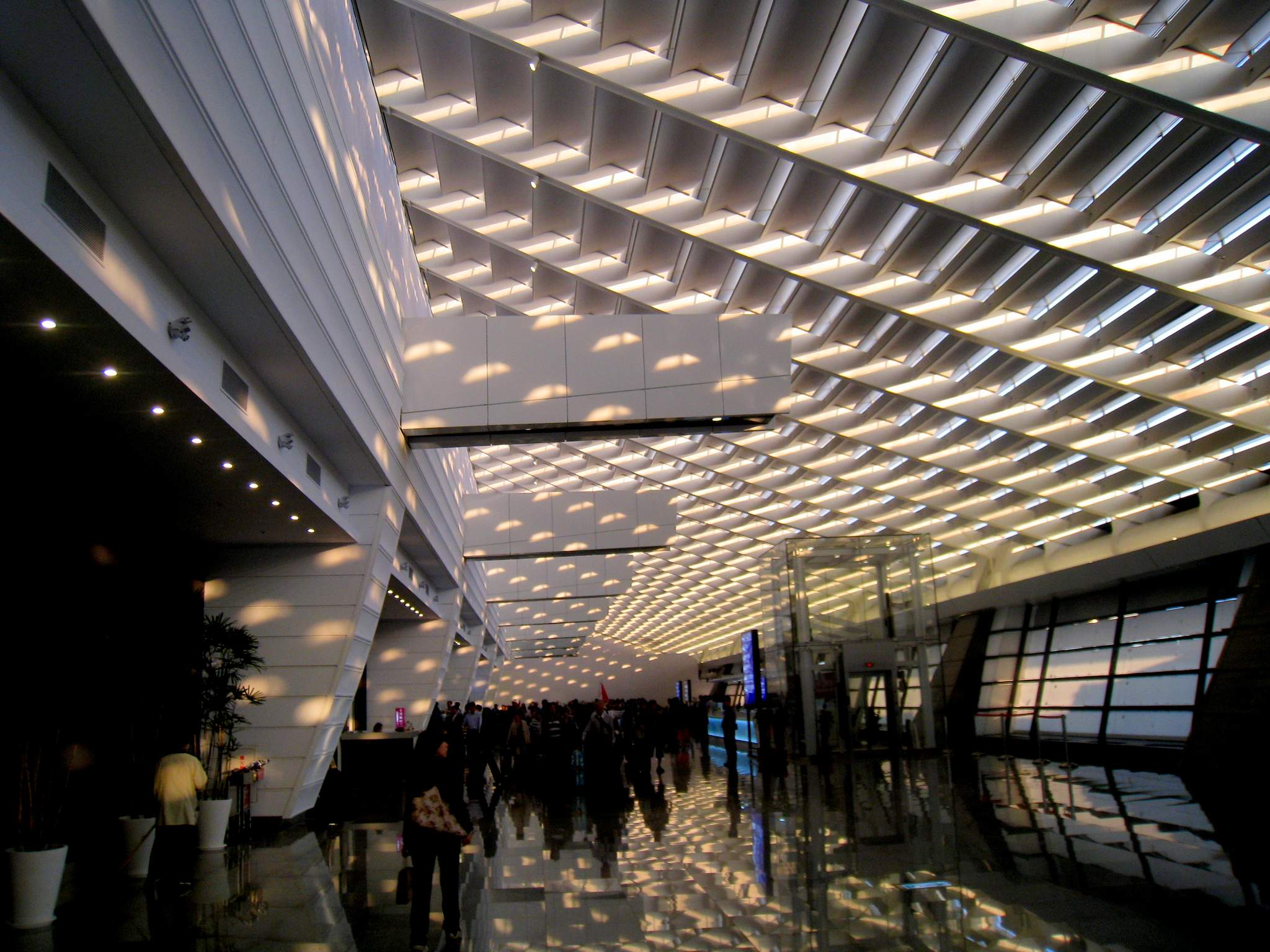
團紀彥建築師設計改建的桃園機場第一航廈新入境大廳

團紀彥（1956年2月11日—）是日本建築師，出生於神奈川縣葉山町，亦任教於桑澤設計研究所（桑沢デザイン研究所）、金澤美術工藝大學及東京大學。

## 簡介
團紀彥畢業於神奈川縣立湘南高中及東京大學工學院，在東大研究所時師從建築師槇文彥，取得碩士之後前往美國耶魯大學深造，師從瑪利歐·岡多爾索納斯（Mario Gandelsonas）。學成後歸國成立建築師事務所。
他的設計風格十分注重自然生態與人文景觀。原本贏得2005年愛知博覽會的整體規劃設計權，但因反對為世博而挖山，喪失了設計權；之後與環保團體發起抗議行動迫使日本政府放棄挖山的計劃。而設計台灣桃園國際機場第一航廈的改建案時，不同於其他建築師完全拆除重建的做法，他以新舊融合的方式既保留舊航廈，又可擴充建物的使用空間。

## 作品
日本
- 京都AQUARENA（日语：京都アクアリーナ）

台灣
- 日月潭向山行政暨遊客中心（2011年台灣建築獎首獎作品）
- 桃園國際機場第一航廈改建（2014年台灣建築獎首獎作品）

- 向山行政暨遊客中心
- 桃園國際機場第一航廈

## 家族
團紀彥的父親為作曲家團伊玖磨，生前與華人友好，曾多次率團到中國與台灣演出，2001年率團於蘇州演出時病逝。叔父為生物學家團勝磨。祖父團伊能曾任日本參議院議員。曾祖父團琢磨為企業家，曾任三井合名會社的理事長，並在1928年受封為男爵，但於1932年血盟團事件中遭暗殺。女兒團遙香為藝人。同父異母胞兄團名保紀為西洋美術史學者及群馬大學教授。

## 外部連結
- （英文）（日語）團紀彦建築設計事務所 （页面存档备份，存于）